# 第五十二届超级碗
第五十二届超级碗（Super Bowl LII）是一场于2017年NFL赛季举行的由美国橄榄球联合会（AFC）冠军新英格兰爱国者与国家橄榄球联合会（NFC）冠军费城老鹰角逐国家美式足球联盟（NFL）总冠军头衔的比赛。比赛于2018年2月4日举行，以老鹰41比33领先爱国者获胜告终。